# رولین بورگس
رولین بورگس (انگلیسی: Rowllin Borges؛ زادهٔ ۵ ژوئن ۱۹۹۲) بازیکن فوتبال اهل هند است.
وی همچنین در تیم‌های ملی فوتبال India U23 و هند بازی کرده‌است.